# Brian Stokes Mitchell

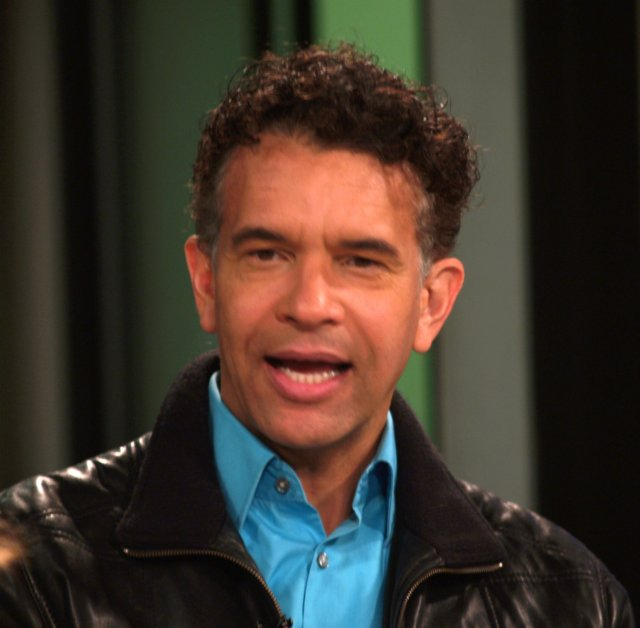
Brian Stokes Mitchell (2007)

Brian Stokes Mitchell (* 31. Oktober 1957 in Seattle, Washington) ist ein US-amerikanischer Schauspieler und Sänger. Er singt Bariton, und tritt seit den frühen 1990ern am Broadway auf. 2002 gewann er den Tony Award for Best Actor in a Musical für seinen Auftritt in Kiss Me, Kate.

## Leben
Mitchell wurde in Seattle, Washington, als jüngstes von vier Kindern des Elektronikingenieurs George Mitchell und seiner Frau Lillian, einer Schulverwalterin, geboren. Mitchell wuchs auf verschiedenen US-Militärbasen in Übersee auf, wo sein Vater Zivilingenieur für die U.S. Navy war. Als Teenager lebte er in San Diego, Kalifornien, wo er anfing, in Schulmusicals zu spielen. Er besuchte nicht das College, nachdem er in der High School angefangen hatte, professionell aufzutreten, obwohl er in seinen Teenagerjahren Privatlehrer in Schauspiel und Gesang hatte. Laut eigener Aussage studierte er Filmmusik, Orchestrierung und Dirigieren an der UCLA.
Er ist seit 1994 mit der Schauspielerin Allyson Tucker verheiratet und hat mit ihr einen Sohn, Ellington.

## Karriere
Mitchell spielte erstmals 1988 am Broadway im Musical Mail, mit Musik von Michael Rupert und Texten von Jerry Colker und gewann den Theatre World Award. 
Seine erste Solo-CD Brian Stokes Mitchell erschien 2006. Er wirkte bei einem Weihnachtskonzert mit dem Mormon Tabernacle Choir mit, das als CD und DVD mit dem Titel Ring Christmas Bells veröffentlicht wurde. Seine zweite Solo-CD, Simply Broadway erschien 2012 bei CD Baby.

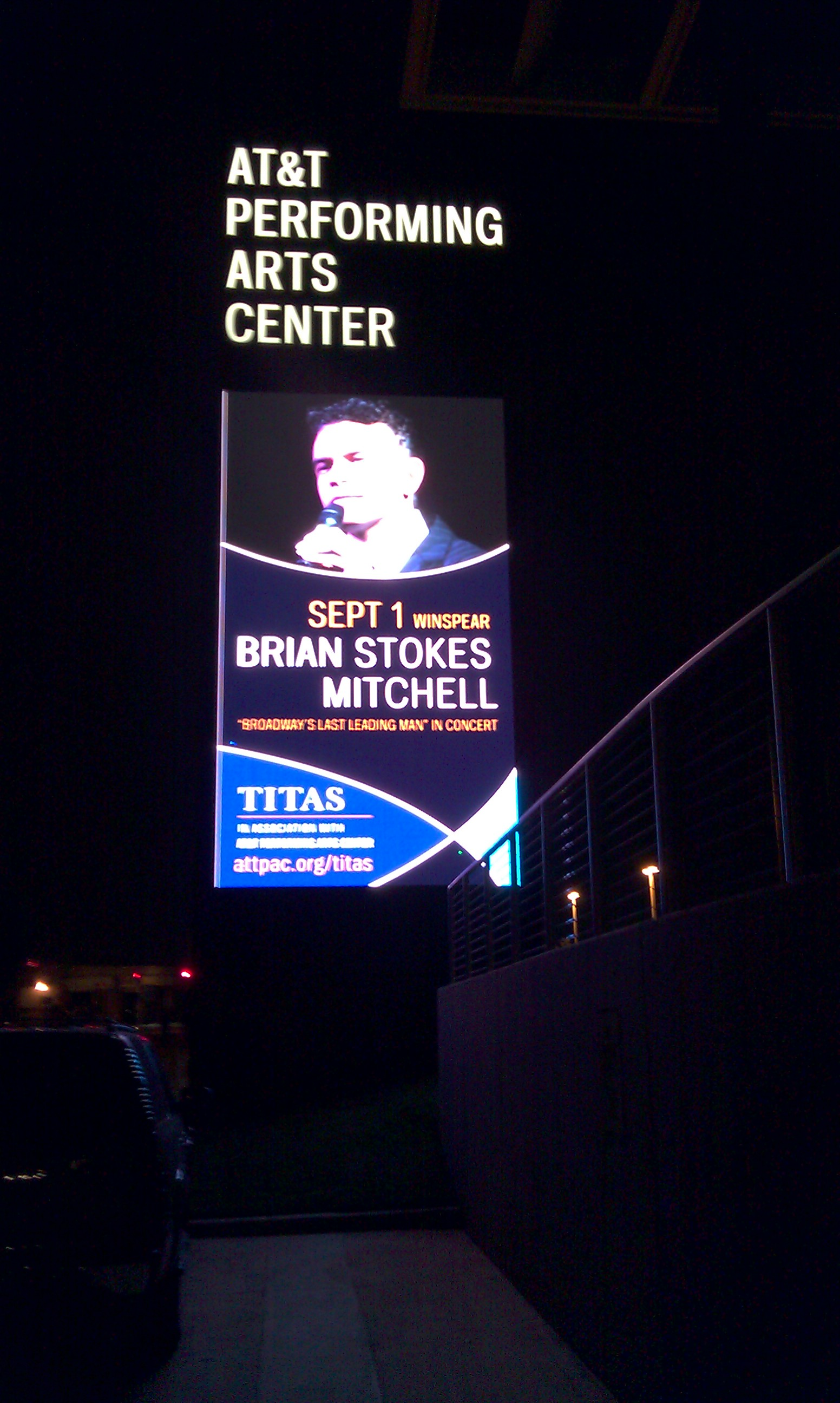
Festzelt vor dem Winspear Opera House in Dallas, Texas, um den Auftritt von Brian Stokes Mitchell am 1. September 2011 zu promoten

Mitchell hatte eine Reihe von Fernseh- und Filmauftritten, darunter die Rolle des John Dolan in Roots: The Next Generations (1979), und eine siebenjährige Rolle als Dr. Justin ‚Jackpot‘ Jackson auf Trapper John, M.D. von 1979 bis 1986.
Er spielte wiederkehrende Rollen als Hilary Banks’ Nachrichtensprecher und Verlobter Trevor Newsworthy/Collins in The Fresh Prince of Bel-Air und in Frasier als Dr. Frasier Cranes Nachbar und Nemesis Cam Winston. Er sang die Stimme von Jethro im Zeichentrickfilm Der Prinz von Ägypten (1998). 2002 spielte Mitchell eine tragende Rolle in dem Weihnachtsfilm Nenn’ mich einfach Nikolaus. 2010 spielte er in Ugly Betty die Rolle des Ex-Freundes von Wilhelmina Slater, Don. Mitchell trat auch in zwei Folgen der Fernsehserie Glee auf.
Von 2015 bis 2019 spielte er die Rolle des Scott Knowles, CTO der E Corp. in der USA-Network-Serie Mr. Robot.

## Sonstiges
Mitchell ist Vorstandsvorsitzender des Actors Fund of America, zu dem er 2004 gewählt wurde.

## Auszeichnungen
- 2000 Tony Award für Best Actor in a Musical – Kiss Me Kate[15][16]
- 2000 Drama Desk Award Outstanding Actor in a Musical – Kiss Me Kate
- 1998 Drama League Awards – Distinguished Performance Award

## Filmografie (Auswahl)
- 1979–1986: Trapper John, M.D. (Fernsehserie, 151 Episoden)
- 1985: Hotel (Fernsehserie, 1 Episode)
- 1987: Alf (Fernsehserie, 1 Episode)
- 1988: Harrys wundersames Strafgericht (Night Court, Fernsehserie, 1 Episode)
- 2002: Frasier (Fernsehserie, 3 Episoden)
- 2010: Alles Betty! (Ugly Betty, Fernsehserie, 1 Episode)
- 2012–2015: Glee (Fernsehserie, 3 Episoden)
- 2014: Madam Secretary (Fernsehserie, 1 Episode)
- 2015–2016: Mr. Robot (Fernsehserie, 12 Episoden)
- 2016–2018: The Path (Fernsehserie, 7 Episoden)
- 2017: The Blacklist (Fernsehserie, 2 Episoden)
- 2017: Bull (Fernsehserie, 1 Episode)
- 2018: Billions (Fernsehserie, 2 Episoden)
- 2018: The Good Fight (Fernsehserie, 2 Episoden)
- 2018: Elementary (Fernsehserie, 1 Episode)
- 2020: Prodigal Son (Fernsehserie, 2 Episoden)
- 2021: Evil (Fernsehserie, 4 Episoden)
- 2023: East New York (Fernsehserie, 3 Episoden)

## Diskographie
- Brian Stokes Mitchell, 6. Juni 2006

Track Liste
1. Something’s Coming (West Side Story)
2. The Best Is Yet to Come (Cy Coleman)
3. Pretty Women (Sweeney Todd)
4. Just In Time (Bells are Ringing)
5. Lazy Afternoon (The Golden Apple)
6. Another Hundred People (Company)/Take the A Train
7. How Long Has This Been Going On? (Funny Face)
8. Life is Sweet (Wonderful Town)
9. Losing My Mind (Follies)
10. Being Alive (Company)
11. How Glory Goes (Floyd Collins)
12. Grateful